# John Maxwell (golfspiller)
 For alternative betydninger, se John Maxwell. (Se også artikler, som begynder med John Maxwell)
John R. Maxwell (16. juli 1871 - 3. juni 1906) var en amerikansk golfspiller som deltog i OL 1904 i St. Louis.
Maxwell vandt en sølvmedalje i golf under OL 1904 i St. Louis. Han var med på det amerikanske hold Trans Mississippi Golf Association som kom på en andenplads i holdkonkurrencen i golf bag et andet amerikansk hold.
Han døde af nyresvigt.